# Зрнанович, Дилавер
Дилавер Зрнанович (сербохорв. Dilaver Zrnanović; род. 17 ноября 1984, Сараево) — боснийский футболист, защитник.

## Биография
Начал взрослую карьеру в боснийском клубе «Будучност» (Бановичи), где провёл несколько сезонов.
В 2006 году перешёл в российский клуб «Москва». Единственный матч за основную команду клуба сыграл 2 июля 2006 года в 1/16 финала Кубка России против «Терека». Несмотря на поражение в этой игре 1:4, «Москва» сумела победить «Терек» в двухматчевом противостоянии и в дальнейшем стала финалистом Кубка в сезоне 2006/07. За полтора сезона в московском клубе игрок провёл 27 матчей и забил 3 гола в первенстве дублёров. Весной 2007 года выступал на правах аренды за латвийский клуб «Даугава» (Даугавпилс), сыграл 9 матчей в высшей лиге Латвии.
В 2008 году перешёл в минский МТЗ-РИПО и провёл в клубе два сезона, сыграв 37 матчей в высшей лиге Белоруссии. Стал автором одного гола — 19 сентября 2009 года в ворота «Гомеля». Бронзовый призёр чемпионата страны 2008 года, обладатель Кубка Белоруссии 2007/08. Принимал участие в играх еврокубков.
После ухода из минского клуба выступал на родине за «Будучност», с которым вышел из первого дивизиона в высший, и за «Сараево». В 2012 году перешёл в азербайджанский «Симург», где провёл два сезона, в итоге проиграл конкуренцию на своей позиции другому легионеру — Идану Вайцману. Весной 2015 года играл за боснийский клуб «Слобода» (Тузла). В конце карьеры выступал за любительские клубы Австрии.

## Достижения
- Финалист Кубка России: 2006/07
- Обладатель Кубка Белоруссии: 2007/08
- Бронзовый призёр чемпионата Белоруссии: 2008